# Портиџ Дес Су (Мисури)
Портиџ Дес Су (енгл. Portage Des Sioux) град је у америчкој савезној држави Мисури.

## Демографија
По попису из 2010. године број становника је 328, што је 23 (-6,6%) становника мање него 2000. године.
| Група             | 2000.       | 2010.       |
| Белци             | 345 (98,3%) | 317 (96,6%) |
| Афроамериканци    | 0 (0,0%)    | 0 (0,0%)    |
| Азијати           | 0 (0,0%)    | 0 (0,0%)    |
| Хиспаноамериканци | 5 (1,4%)    | 6 (1,8%)    |
| Укупно            | 351         | 328         |